# اوگادن
اوگادن (به لاتین: Ogaden) یک منطقهٔ مسکونی در اتیوپی است. اوگادن ۳۲۷٬۰۶۸ کیلومتر مربع مساحت دارد.